# Kaba (faraon)
Kaba je bio misteriozni faraon 3. egipatske dinastije, koji je vladao pri kraju te dinastije. Uobičajeno ga je smatrati 4. vladarom ove dinastije. Kaba je vladao od 2643. pr. Kr. do 2637. pr. Kr.
Po Manetonu, Kaba je vladao 28 godina, a po Torinskom popisu, samo šest. 

## Porijeklo i nasljedstvo
Prije Kabe je vladao Sekemket, čija je žena bila Džezeretnebti. Nije poznato jesu li imali djecu, a ako jesu, tada im je Kaba vrlo vjerojatno bio sin. Ovo je, međutim, potpuno nedokazano.
Kabu je nakon smrti naslijedio Huni, koji mu je možda bio sin, ali Kabina žena nije poznata. 

## Ime
| N28 | G29 |

Kaba znači "duša se pojavljuje". Njegovo rodno ime bilo je Teti. Na Torinskom popisu kraljeva ime mu je izbrisano, što sugerira da su se u vrijeme njegove vladavine događale neprilike, ili možda pisar koji je sastavljao popis nije mogao pročitati kraljevo ime iz ranijih dokumenata. 
Maneton kralja zove Mezohris. Zlatno Horus ime Kabe bilo je "zlatni sokol" (aluzija na boga Horusa). Na kraljevskim je popisima zvan Neferkara ("lijepi Ra" ili "Ra je lijep") i Nebkara ("gospodar duša, Ra").

## Spomen
Kabino ime je pronađeno na nekoliko mjesta u Egiptu, uključujući i mastabu u Zawyet el'Aryanu, gdje je na zdjelama ucrtan Kabin znak, i to crvenom tintom. Mastaba je pronađena u području oko dva kilometra južno od platoa Gize, na pola puta između Gize i Abusira na zapadnoj obali Nila. Dokaz o postojanju Kabe u južnom Egiptu su pečati pronađeni u Hierakonpolu i Elefantini.

## Slojna piramida
Slojna piramida je piramida u Zawyet el'Aryanu, te se pretpostavlja da je bila Kabin grob, premda mu tijelo tu nikad nije nađeno. Moguće je da je Kaba umro prije završetka piramide. 

## Vanjske poveznice
Kaba, sjenoviti kralj egipatske kasne, 3. dinastije